# Knut Erik Jensen

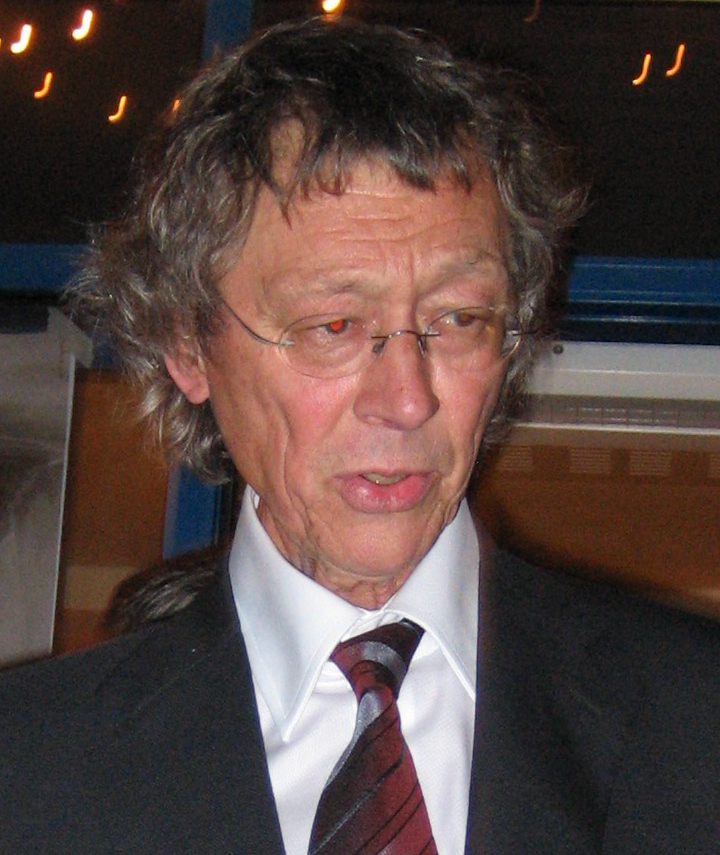
Knut Erik Jensen, 2008

Knut Erik Jensen (* 8. Oktober 1940 in Honningsvåg) ist ein norwegischer Filmregisseur und Drehbuchautor.

## Leben
Er wurde in Honningsvåg im Norden Norwegens als Kind des Fischers Togo Jensen (1904–1983) und der Verkäuferin Anbjørg Marie Lund  (1910–1992) geboren. Jensen kam 1945 als Flüchtling im Zweiten Weltkrieg nach Harstad. 1961 schloss er die Schule ab und studierte dann Französisch, Russisch und Geschichte. Es folgte 1972/73 ein Besuch der International Film School in London. Außerdem absolvierte er Fortbildungen des norwegischen Rundfunks Norsk rikskringkasting unter anderem zu Journalismus, Dramaturgie und Kameratechnik. Erfolg hatte er zunächst mit Dokumentarfilmen. Sein erster Film war Andrew im Jahr 1973. Der impressionistisch wirkende, Landschaft und Umwelt intensiv darstellende Film Spitzbergen in der Welt aus dem Jahr 1983 gilt als sein Durchbruch und war der erste Film einer Trilogie über Spitzbergen. Jensen schuf auch mehrere Spielfilme, Kurzfilme und Fernsehserien.

## Ehrungen
Er wurde mehrfach für den Filmpreis Amanda nominiert, den er mit Heftig und begeistert in den Kategorien Bester Dokumentarfilm und Bester Spielfilm gewann. Der Film erhielt 2001 auch den Europäischen Filmpreis als bester Dokumentarfilm. Er befasst sich mit dem Männerchor des Ortes Berlevåg und war in Norwegen auch ein großer Publikumserfolg. Jensen wurde zum Ritter 1. Klasse des Sankt-Olav-Orden ernannt.
Seine Heimatstadt Honningsvåg setzte ihm zu Ehren die Knut-Erik-Jensen-Statue.

## Filmografie
- 1973: Andrew
- 1974: Farvel da gamle Kjelvikfjell
- 1976: Ingøy på Ingøy
- 1981: Mørketid
- 1983: Svalbard i verden
- 1986: Kald verden
- 1987: Min verden
- 1987: Natur–barn–natur
- 1990: Jeg er uten forbilder
- 1992: Fanget av lyset
- 1993: Stella Polaris
- 1994: Min kjære venn
- 1997: Tilintetgjørelsen
- 1997: Brent av frost
- 2000: Når mørket er forbi
- 2001: Heftig og begeistret (deutsch: Heftig und begeistert, 2002)
- 2002: På sangens vinger
- 2004: Vi er her for å dø
- 2004: Ruiner i paradis
- 2004: På hau i havet